# František Cinek
František Cinek (20. července 1888 Stichovice u Plumlova, dnes součást Mostkovic – 3. září 1966 Brno) byl katolický kněz, profesor dogmatiky na teologické fakultě v Olomouci a jedna z nejvýznamnějších osobností katolického prostředí. Spolu s olomouckým arcibiskupem Antonínem Cyrilem Stojanem patří k největším kněžským osobnostem na Moravě první poloviny 20. století.

## Stručný životopis

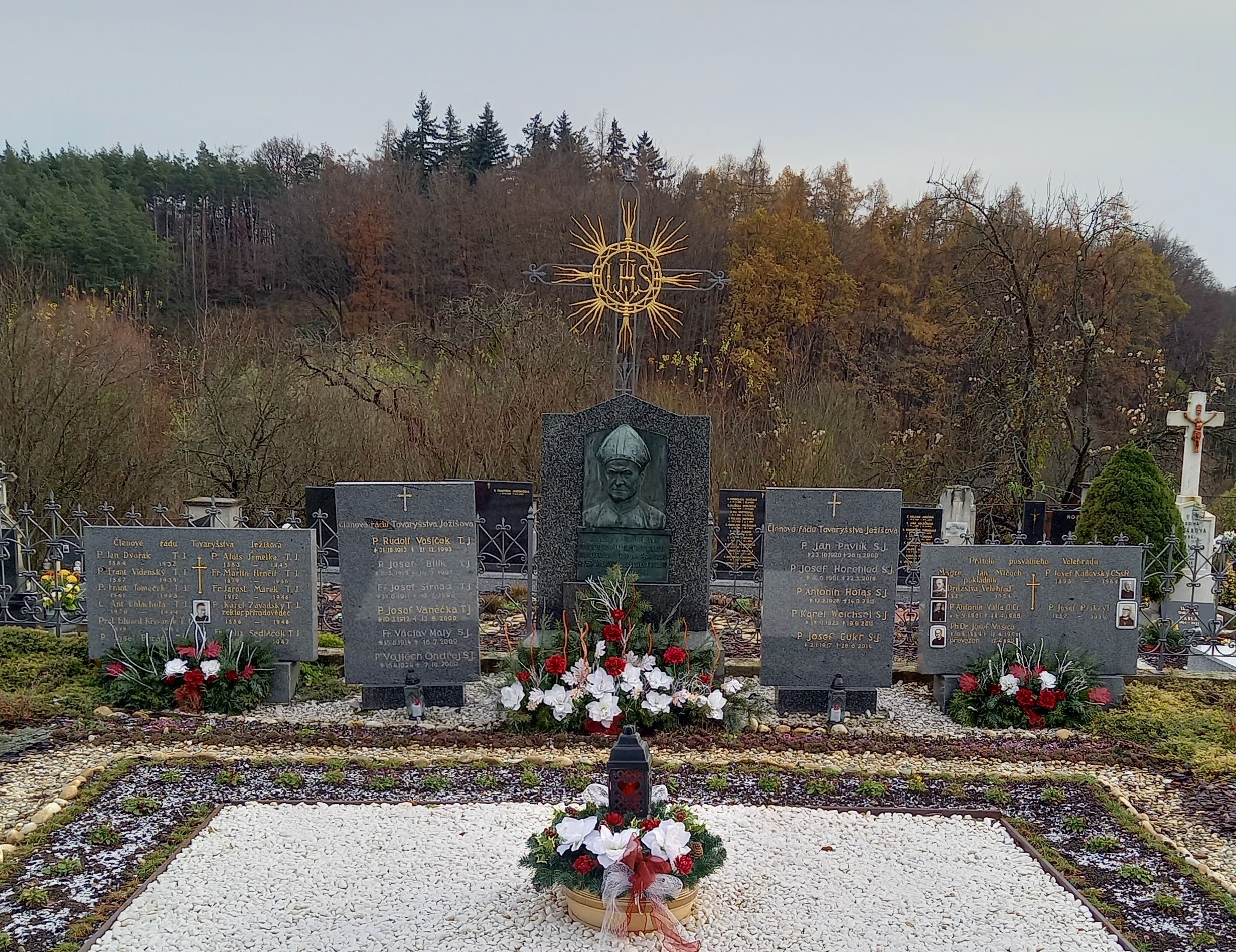
Hřbitov Velehrad, společný hrob kněží

Narodil se do chudé věřící rodiny. Jeho otec František Cinek obdělával asi 10 měřic (necelé 2 ha) pole a pracoval jako domácí krejčí. František Cinek ml. navštěvoval prostějovské gymnázium kam docházel pěšky. Po gymnáziu vstoupil do kněžského semináře v Olomouci, kde na něj silně zapůsobila osobnost dr. Stojana. V mládí byl ovlivněn uměleckým okruhem Karla Dostála-Lutinova a Josefem Florianem. Na velehradských unionistických kongresech se výrazně sblížil s Antonínem Cyrilem Stojanem a stal se jeho předním spolupracovníkem, přítelem a později i životopiscem.
Po kněžském svěcení roku 1912 krátce pracoval v duchovní správě a posléze působil jako studijní prefekt na Arcibiskupském gymnáziu v Kroměříži. Roku 1917 získal doktorát z teologie a byl promován na teologické fakultě v Olomouci. Po Stojanově nástupu na olomoucké arcibiskupství se stal spirituálem v olomouckém kněžském semináři a profesorem dogmatiky na fakultě.
Za nacistické okupace, 17. 2. 1942, byl zatčen gestapem a odsouzen ke čtyřem letům káznice a třem letům ztráty občanské cti. Prošel káznicemi v Německu a Polsku. Počátkem roku 1945 byl poslán do koncentračního tábora Osterode v Sasku a následně do solných dolů ve Walbecku. Těžká práce a nepřetržitý pobyt v solné šachtě v nepředstavitelných hygienických podmínkách těžce podlomily jeho zdraví, takže po osvobození americkou armádou (13. 4. 1945) se dva měsíce léčil v nemocnici v Helmstedtu. 8. 7. 1945 navštívil svého bratra v Domamyslicích. Ještě v červenci 1945 se vrátil do kněžského semináře v Olomouci, dal se do práce a byl zvolen děkanem fakulty. Byl jedním z iniciátorů vzniku Univerzity Palackého v Olomouci a stal se jejím prvním prorektorem. V r. 1947, po skonu metropolity Prečana, byl navrhován na olomouckého arcibiskupa. Za vlastenecké zásluhy byl vyznamenán Čs. válečným křížem a jmenován papežským prelátem.
Po nástupu komunistického režimu byl nucen stáhnout se do ústraní, vypomáhal v duchovní správě, dával kněžské exercicie na Sv. Hostýně a působil i na Velehradě, kde je také pohřben. Podzim života strávil na faře v Mostkovicích. Zemřel 3. 9. 1966 v Brně.

## Dílo
- František Cinek, Arcibiskup Dr. Antonín Cyril Stojan : život a dílo : pokus o nárys duchovní fysiognomie, Olomouc 1933
- František Cinek, Basilika Velehradská v jasu obnovené krásy, Brno, Dědictví sv. Cyrilla a Methoděje 1939.
- František Cinek, Cyrilometodějská bohoslovecká fakulta v Olomouci v akademickém roce 1936–1937 : Památník obnovy fakultní budovy a inaugurační slavnosti 22. února 1937, Olomouc, Cyrilometodějská bohoslovecká fakulta 1937.
- František Cinek, K národnímu probuzení moravského dorostu kněžského 1778–1870, Olomouc, Družina literární a umělecká v Olomouci 1934.
- František Cinek, Mše svatá v bohoslužebném řádu církevního roku. I. - IV., Olomouc, Lidové knihkupectví 1931–1943.